# Alanna Schepartz
Alanna Schepartz (* 9. Januar 1962 in New York City) ist eine US-amerikanische Biochemikerin.
Schepartz wuchs in Rego Park in Queens auf und schloss 1978 die Forest Hills High School ab. Sie studierte Chemie an der State University of New York at Albany mit dem Bachelor-Abschluss 1982 und wurde 1987 an der Columbia University bei Ronald Breslow promoviert. Als Post-Doktorandin war sie 1986 bis 1988 am Caltech bei Peter Dervan. 1988 wurde sie Assistant Professor, 1994 Associate Professor und 1995 Professor an der Yale University, an der sie 2000 bis 2017 Milton Harris '29 Professor und 2017 bis 2019 Sterling Professor für Chemie war. 2019 wurde sie  T.Z. and Irmgard Chu Distinguished Professor für Chemie an der University of California, Berkeley und ist außerdem Professorin für Molekular- und Zellbiologie.
Schwepartz verbindet in ihrer Forschung Methoden der organischen Synthese, Biochemie, Biophysik, Struktur-, Molekular- und synthetischer Biologie. Sie befasst sich mit Umprogrammierung des genetischen Codes, um mit Ribosomen Sequenz-definierte Polymere zu erzeugen, die nicht-natürlich sind (zum Beispiel Aramide, Polyolefine, Polyurethane, Polyketid-Vorläufer). Außerdem befasst sie sich mit neuen Methoden therapeutische Stoffe in die Zelle und den Zellkern zu schleusen, entwickelt Flurophore und andere Stoffe um die Dynamik von Organellen zu verfolgen und erforscht die Art und Weise, wie Proteine den Fluss chemischer Informationen über Membranen kontrollieren, zum Beispiel am EGF-Rezeptor.
2016 wurde sie Chefherausgeberin von Biochemistry. 2005 wurde sie Associate Editor des Journal of the American Chemical Society.
1990 war sie Packard Fellow, 1994 Alfred P. Sloan Research Fellow, erhielt 1991 einen Presidential Young Investigator Award der NSF und wurde 2010 Fellow der American Chemical Society, deren Arthur C. Cope Scholar Award sie 1995, deren  Ronald Breslow Award for Achievement in Biomimetic Chemistry sie 2012 erhielt und deren ersten Chemical Biology Prize sie 2010 erhielt. 1997 erhielt sie den Lilly Award in Biological Chemistry, 2002 den Agnes Fay Morgan Research Award, 2015 die Wheland Medal der Universität Chicago und 2008 den Frank H. Westheimer Prize der Harvard University. 2014 wurde sie Mitglied der National Academy of Sciences und 2010 der American Academy of Arts and Sciences.  2020 erhielt sie den Ralph F. Hirschmann Award in Peptide Chemistry und 2021 den  Vincent du Vigneaud Award.